# Dirshia
Dirshia is een geslacht van rechtvleugeligen uit de familie veldsprinkhanen (Acrididae). De wetenschappelijke naam van dit geslacht is voor het eerst geldig gepubliceerd in 1962 door Brown.

## Soorten
Het geslacht Dirshia  is monotypisch en omvat slechts de volgende soort:
- Dirshia abbreviata (Brown, 1962)